# Martin Ramírez
Martín Alonso Ramírez (Bogota, 8 november 1960) is een voormalig Colombiaans wielrenner.

## Hoogste klasseringen
- 1984 - 3e in 7e etappe deel b Dauphiné Libéré  Frankrijk
- 1984 - 1e in eindklassement Dauphiné Libéré  Frankrijk
- 1985 - 1e in 9e etappe Tour de l'Avenir  Frankrijk
- 1985 - 1e in eindklassement Tour de l'Avenir  Frankrijk

## Resultaten in voornaamste wedstrijden
| Jaar | Ronde van Italië | Ronde van Frankrijk | Ronde van Spanje |
| ---- | ---------------- | ------------------- | ---------------- |
| 1984 |                  | opgave              |                  |
| 1985 |                  |                     | 23e              |
| 1986 | opgave           | 42e                 |                  |
| 1987 |                  | 13e                 | 18e              |
| 1988 |                  |                     | 16e              |
| 1989 |                  | opgave              | 12e              |

| Jaar |  | WK op de weg |
| ---- |  | ------------ |
| 1984 |  |              |
| 1985 |  | 38e          |
| 1986 |  |              |
| 1987 |  |              |
| 1988 |  |              |
| 1989 |  |              |